# Santuario de Urkiola
El santuario de los Santos Antonios Abad y de Padua de Urquiola es un templo católico que se ubica en el collado y puerto de Urquiola, en el municipio vizcaíno de Abadiano, en el País Vasco, España. Es uno de los santuarios más venerados de la provincia y de los más antiguos. Está situado en el corazón del Parque natural de Urkiola, al lado de una de las rutas históricas que une la costa cantábrica con la meseta castellana y rodeado de una exuberante naturaleza en la que destacan como fondo las paredes calizas de los montes del Duranguesado, con el Amboto como mayor altura, en donde la mitología vasca ubica la morada principal de su máxima deidad, Mari (llamada la «Dama de Amboto»).
La edificación actual, la tercera de la que se tiene noticia, es un edificio inacabado de estilo neomedieval que se comenzó a construir en 1899 y se consagró en 1933. Este edificio, junto con un pequeño campanario, que se alzó en 1870, la casa rectoral, el antiguo hospital y la hospedería, conforman el conjunto religioso que se complementa con dos antiguas y pequeñas ermitas, la del Santo Cristo y la de Santa Polonia, un vía crucis y calvario construido en 1943, y el pequeño cementerio del barrio rural.

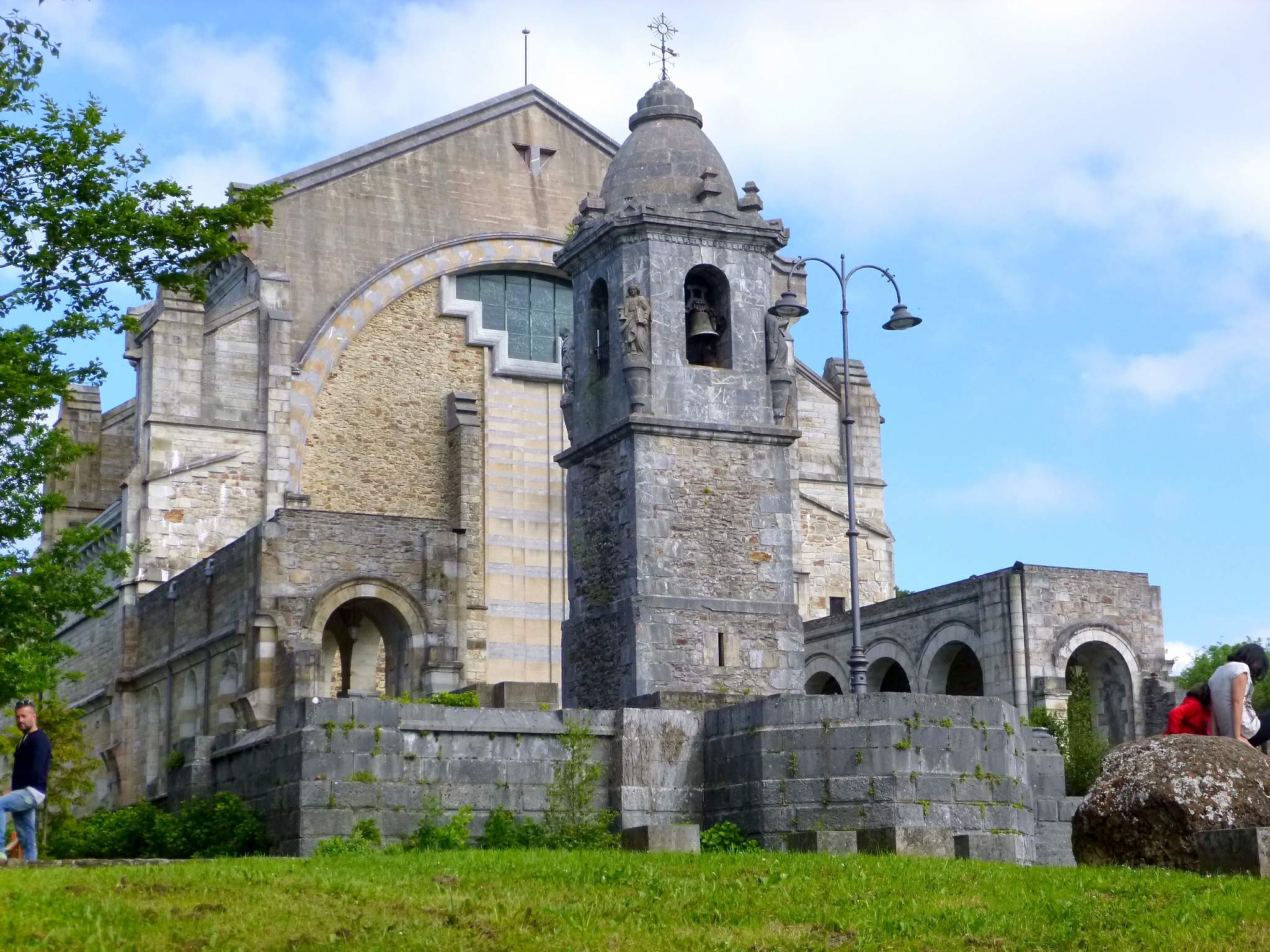
Santuario de los Santos Antonios de Urquiola

## El Santuario

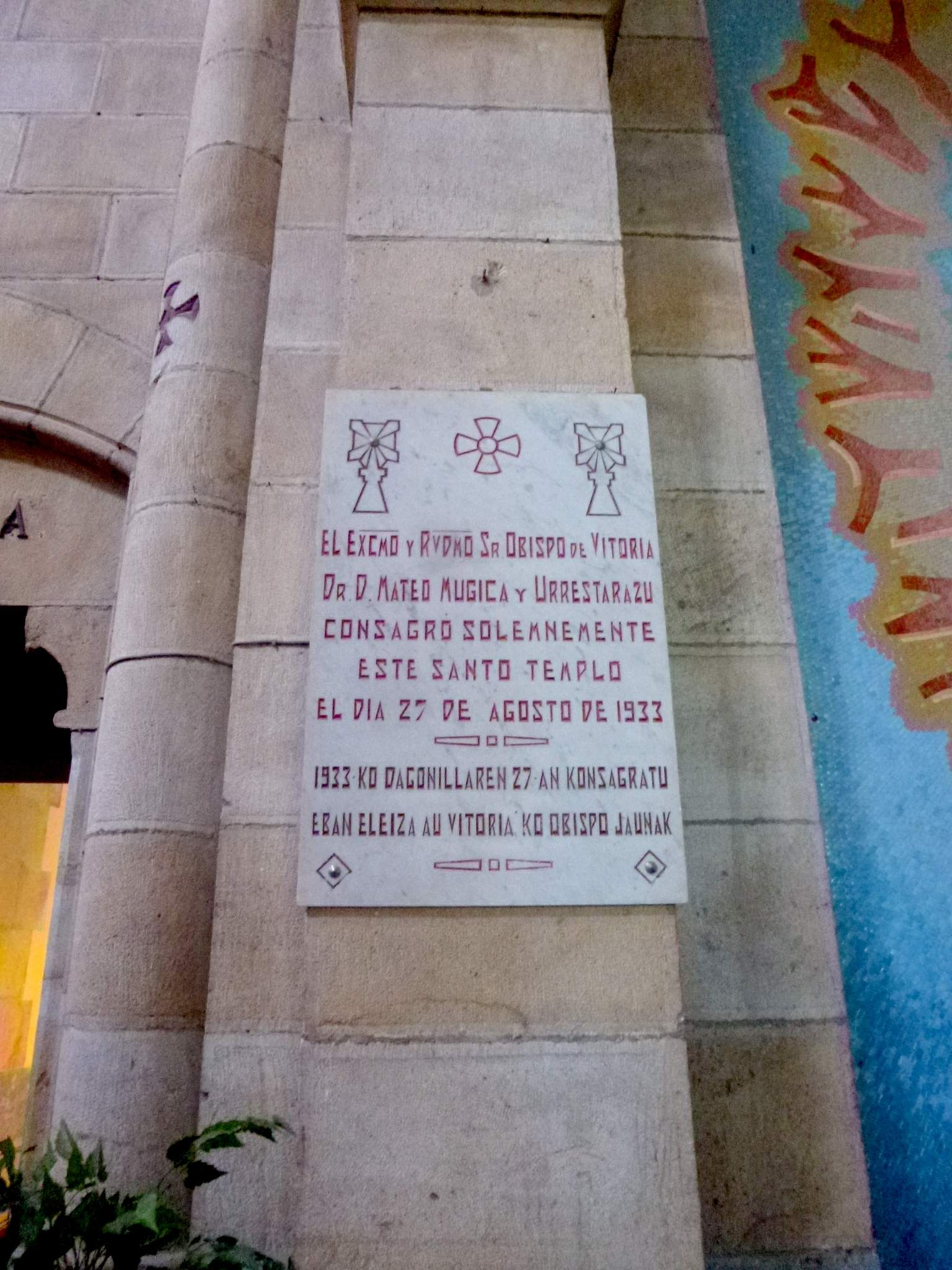
Placa memorial de la consagración del Santuario en 1933

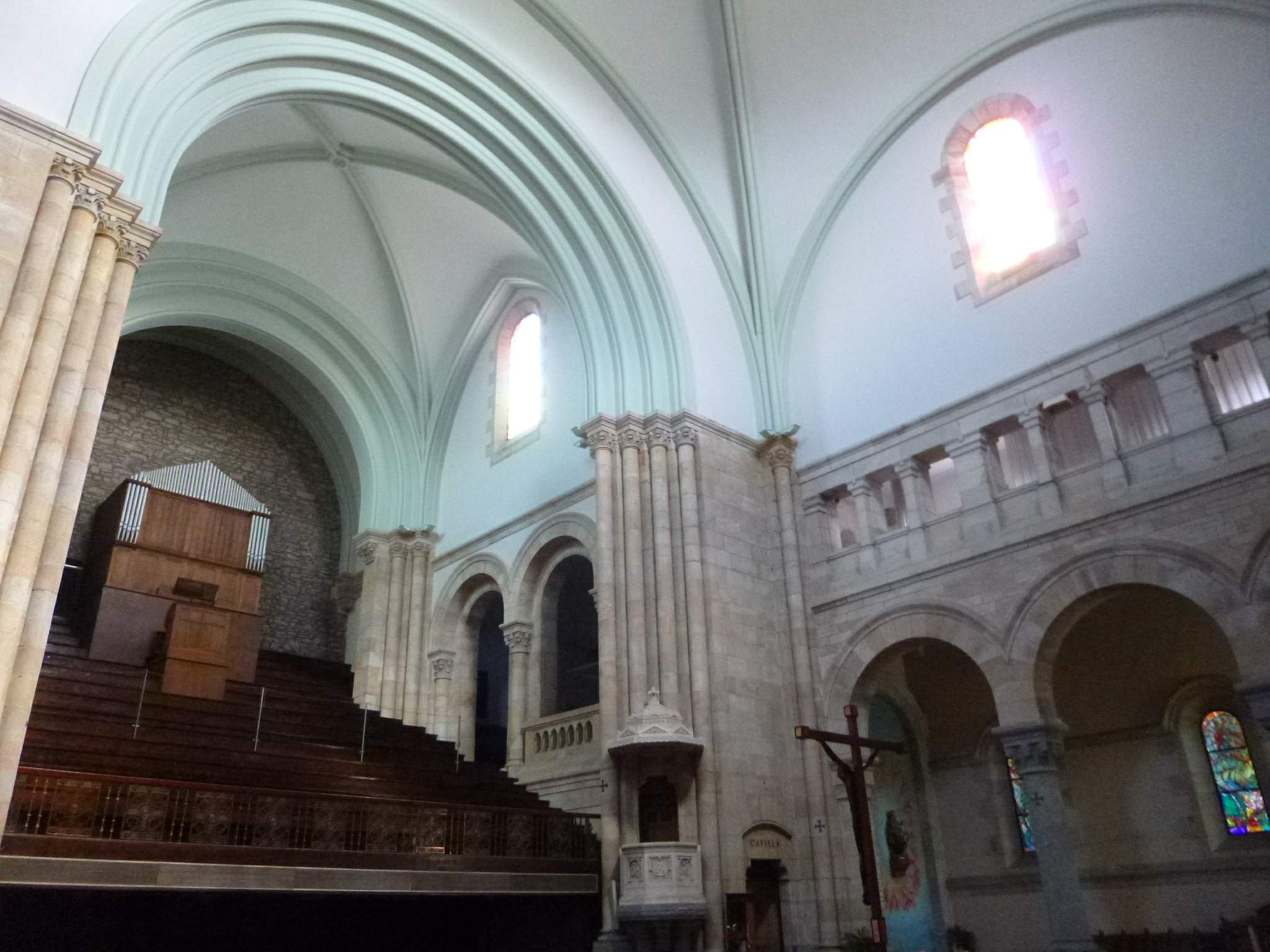
Aspecto de la parte posterior del templo: coro alto y órgano

El santuario se halla justo en la línea divisoria de las vertientes mediterránea y cantábrica, de tal manera que el agua que cae a un lado de su tejado va a parar al Mediterráneo y la que cae al otro lado va al Cantábrico.
La desproporción entre la enorme construcción de las naves inacabadas y el pequeño campanario del templo anterior llama la atención a los visitantes. Una gran escalinata sirve de acceso a la iglesia, cuya entrada está flanqueada por los muros inacabados de lo que iban a ser las torres y el pórtico.
La nave central, en la parte que no ha sido ocupada para el culto, forma un jardín en el que se levanta el pequeño campanario de estilo neoclásico. Entre las diferentes plantas que adornan el mismo se ha erigido un pequeño monumento que conmemora la vida de Vizcaya. Este monumento está compuesto por una laya (que recuerda a la agricultura), una turbina de piedra (a la industria) y un ancla (al mundo del mar).
Subiendo a la izquierda, justo a la entrada del santuario, una rara piedra, que algunos afirman que es un meteorito, invita a que aquella persona que quiera encontrar pareja la rodee varias veces, ya que así se cree por estas tierras (hay que tener cuidado con el sentido de rotación, puesto que, según dicen algunos, si las vueltas se dan al revés tienen el efecto contrario).
Las naves laterales son ahora pasillos que dan acceso al templo. La nave central se ha cerrado con una gran pared para conformar el espacio dedicado a uso litúrgico.
El edificio se proyectó en estilo neomedieval y con orientación al uso. Al haber quedado inconclusa la obra, se cambió la posición del altar quedando orientado al revés, apoyándose sobre la gran pared que cierra la nave. La cabecera rectangular apaisada ha dado lugar al coro, y a sus lados se abren la sacristía y una capilla dedicada al Santísimo.
En las últimas décadas del siglo XX se realizaron diferentes reformas para rematar la inconclusa obra. Estas obras, tanto en el exterior como en el interior, fueron promovidas por el grupo de exmisioneros pertenecientes a Misiones Diocesanas Vascas, que se hicieron cargo del santuario a partir de mayo de 1970.
En el exterior se construyó la gran escalera de acceso y se endulzó el remate del muro que cierra la nave principal.
En el interior se han adornado mediante mosaicos los muros que hacen de fondo de altar. Para el altar principal se ha construido un gran mosaico que cubre el muro que cierra la nave y sobre el que se ha abierto una ventana con vidriera sobre la que están situadas las figuras de los santos Antonios Abad y de Padua. Se ha cubierto con otro mosaico la capilla del Santísimo y se ha realizado un vía crucis en el suelo de la nave, al cual se le ha añadido una estación más, la de la resolución. Estos mosaicos y el vía crucis se hicieron en el taller del propio santuario.

### Imaginería
Entre los fondeos del santuario, que ha sufrido varios incendios, hay varias imágenes destacadas. 
- Las imágenes de los santos titulares, San Antonio Abad y San Antonio de Padua, son de estilo rococó y datan del siglo XVII, al aparecer ya nombradas en el inventario de 1605. El historiador Labayru las atribuye al escultor elgoibarrés Juan de Iturriza, que fue el autor del retablo del anterior templo y que las entregó en 1679. Ambas son de 1,10m de altura con pedestales de 50 cm. Se hicieron para estar en la hornacina de un altar y no para procesionarlas. Contaban con atuendo de ropas y vestidos, tal como hay referencia escrita de 1665.
- Talla de la Virgen María y el niño, cedida por el Museo Diocesano de Bilbao. Es una talla renacentista que muestra una imagen sedente que lleva el niño en su regazo.
- Cristo crucificado, imagen de estilo renacentista del siglo XVI. Formó parte del conjunto de la Vera Cruz de Durango.
- Talla de San Antón abad, procedente del anterior templo en el que se sabe que ocupó un altar lateral y que en 1690 se trasladó a presidir el llamado "Claustro de los Peregrinos", en donde se recogían los diferentes exvotos que los fieles dejaban en agradecimiento a diferentes favores realizados.
- La imagen de San Pedro, realizada en bronce, es una reproducción a escala de la imagen de San Pedro en la Ciudad del Vaticano.

### Mosaicos

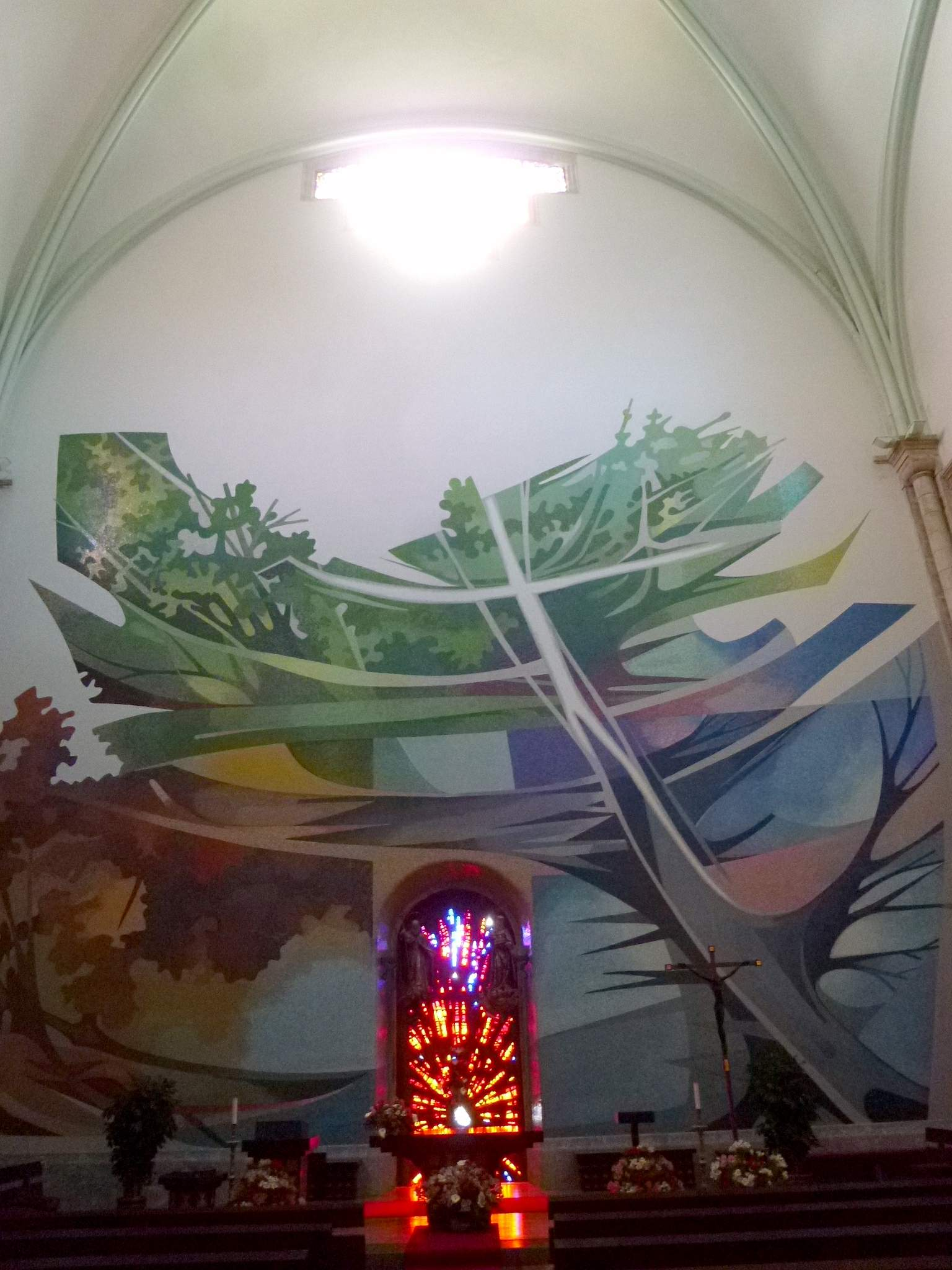
Cabecera del templo; el lienzo fronta, tras el altar mayor, está decorado con un mosaico compuesto por más de 850.000 piezas

En los años 90 del siglo XX se cubrieron con mosaicos las paredes traseras de los altares, tanto en el altar mayor como en el de la capilla del Santísimo.
- Mosaico del altar Mayor (inaugurado en 1996): esta obra está destinada a cubrir la gran pared que cierra la nave central y que sirve de fondo al altar Mayor y es una obra del misionero seglar Peli Romarategui que fue diseñada por el sacerdote José María Muñoz.[1] Ocupa 170m² y tiene más de 850.000 piezas que fueron realizadas en el propio santuario. Su construcción duró más de 2 años.

Representa una alegoría de la cruz convertida en árbol que recorre las cuatro estaciones del año. Es el transcurso del hombre por sus cuatro tiempos y el florecimiento a la vida que representa el Jesús Resucitado.
- Mosaico de la capilla del Santísimo: es de menor tamaño que el del Altar Mayor y está realizado por los mismos artistas. Es el marco para ubicar la talla del Cristo crucificado. Sobre un fondo marrón se abre una cruz griega, como un hongo nuclear o el humo de un volcán en erupción, que simboliza la injusticia y las guerras. A los lados se ubican, en sendas hornacinas, dos figuras de los Santos Antonios, a la derecha San Antonio de Padua y a la izquierda San Antonio Abad. Bajo él, el sagrario. Bajo la del Cristo crucificado se lee en euskera gora Jainkoa zeruetan, gora itsaso mendietan (gloria (arriba) a Dios en los cielos, gloria (arriba) a Dios en los mares y en los montes).
- Otros mosaicos: en la capilla hay un mosaico que enmarca a la imagen de la virgen y el niño y, después, junto a la puerta de la sacristía, en un simple mosaico, se recogen los nombres de los santos vascos.
- Vía crucis, se ha realizado un vía crucis que se ha colocado en el suelo de la nave principal. Hecho a modo de mosaico pero con grandes piezas y realizado en el propio santuario, tiene la característica de que tiene una estación más, la de la resurrección.

### Vidrieras

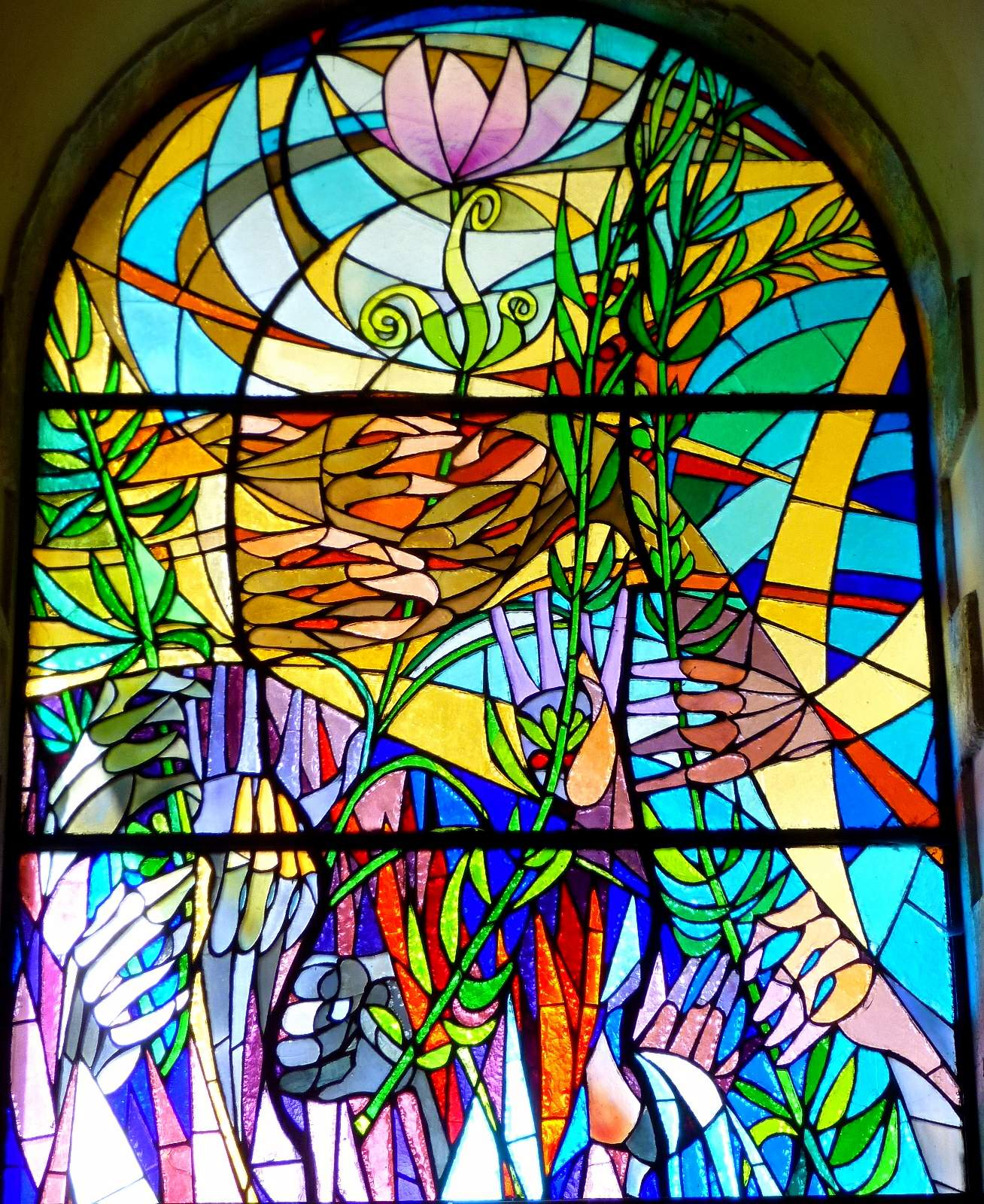

Junto a los mosaicos se realizaron varias vidrieras, la principal adorna el Altar Mayor y sobre ellas se han ubicado las imágenes de los Santos Antonios.
- Vidrieras del Altar Mayor: en la base de la pared, detrás del Altar Mayor, justo en su centro, comienza esta vidriera que llama la atención por su colorido. Simboliza la explosión de una granada y trae el recuerdo del horror de la guerra, en especial la guerra civil española que dejó muchos muertos en este lugar. Es obra de los vidrieros bilbaínos Cañadas.

En lo alto del muro se abre un hueco que se ha cubierto con una vidriera que simboliza la paloma de la paz. Obra de Gabriel Ramos Uranga y realizada en los talleres de arte de Cuenca.
Otros vitrales fueron diseñados por José María Muñoz y realizados por Peli Romarategui, en un taller en el propio santuario:
- Vidrieras de las puertas de acceso: sobre una de las puertas de acceso se han ubicado unas vidrieras en las que se muestra la silueta del santuario. Sobre otra muestra varias manos en diferentes posiciones sosteniendo una planta retoñando.
- Al lado de la sacristía y de la capilla, así como sobre el coro, hay conjuntos de vidrieras que representan la vegetación natural del entorno. En ellas se muestran diferentes especies de árboles y plantas.
- Vidrieras de las paredes: hay varios conjuntos de vidrieras que cierran las diferentes aperturas en las paredes. Sobre las paredes laterales hay cuatro vidrieras que muestran sendos motivos de los cuatro elementos, el agua, el aíre, el fuego y la tierra.

## Campanas
En la torre campanil que se halla en los jardines del santuario y es el resto de el antiguo templo hay tres campanas, dos de ellas fundidas en 1941 y la otra de 1929.

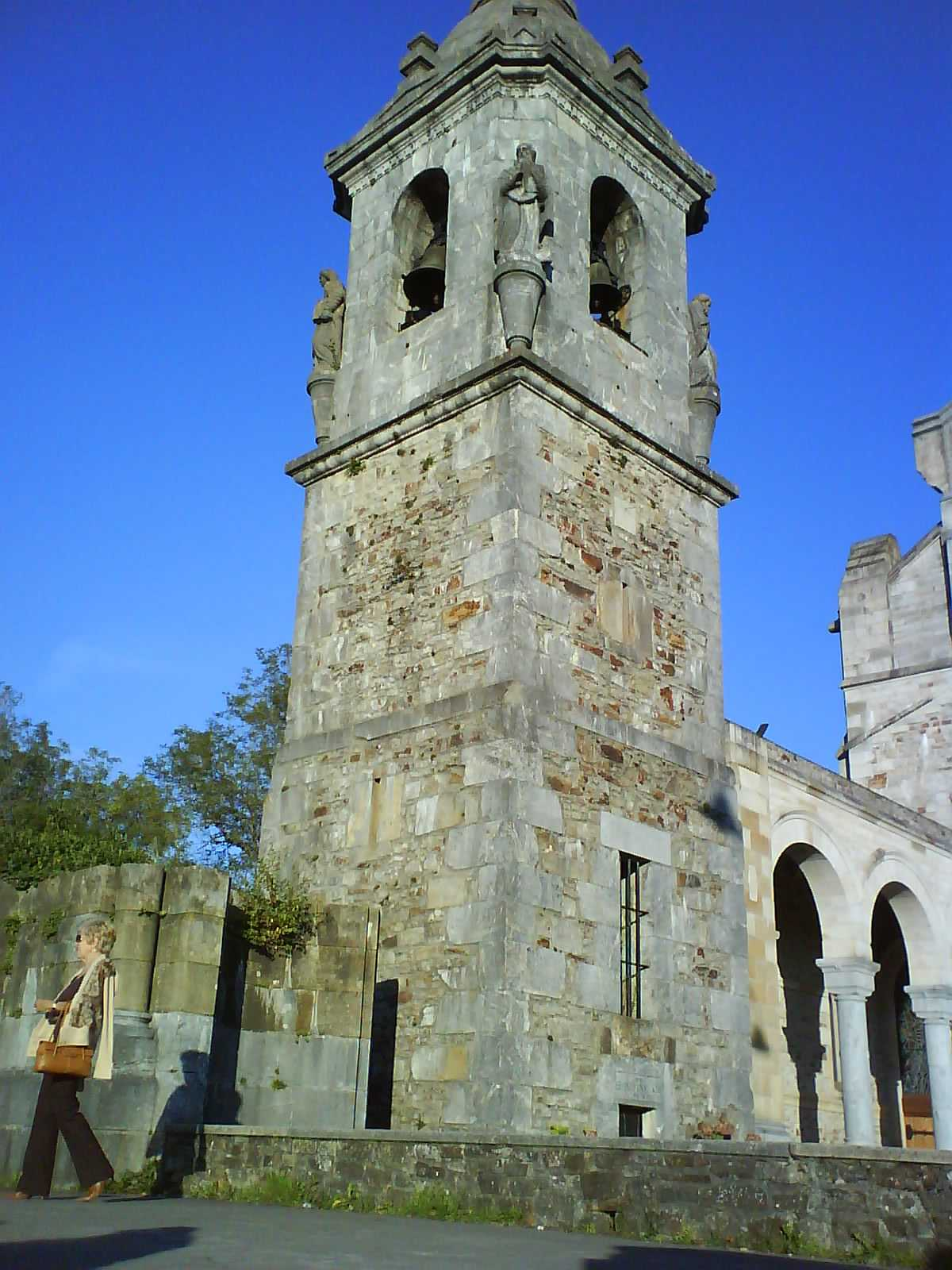
Santuario de los Santos Antonios de Urkiola, detalle del campanario.

Campana 
Fecha de fundición: 1929
Fundición: Viuda de Ángel Perea  Miranda de Ebro (Burgos)
Diámetro: 60 cm.
Altura de bronce: 39 cm.
Peso: 125 kg.
Tipo de yugo: Hierro.
Toque: Electromazo.
Volteo: Mecánico.
Observaciones: Las campanas repican a diario y voltean los días de fiesta, y cada día se utilizan para llamar a la oración.
Santos Antonios 
Fecha de fundición: 1941
Fundición:  Viuda de Murua  Vitoria-Gasteiz
Diámetro: 68 cm.
Altura de bronce: 59 cm.
Peso: 182 kg.
Tipo de yugo: Hierro.
Toque: Electromazo.
Volteo: Mecánico.
Observaciones: Las campanas repican a diario y voltean los días de fiesta, y cada día se utilizan para llamar a la oración.
Campana 
Fecha de fundición: 1941
Fundición: Viuda de Ángel Perea  Miranda de Ebro (Burgos)
Diámetro: 89 cm.
Altura de bronce: 79 cm.
Peso: 408 kg.
Tipo de yugo: Hierro.
Toque: Electromazo.
Volteo: Mecánico.
Observaciones: Las campanas repican a diario y voltean los días de fiesta, y cada día se utilizan para llamar a la oración.

## Historia
La zona de Urkiola ha sido relevante en las creencias de los habitantes de esas tierras desde tiempos prehistóricos. En sus inmediaciones hay abundantes restos arqueológicos y en su máxima altura, el Amboto, la mitología autóctona ha ubicado la residencia de su máxima figura, Mari numen principal de la mitología vasca precristiana.
La entrada del cristianismo no borró las creencias anteriores, que perduraron encarnadas en el nuevo credo. Por ello, el sitio de Urquiola ha tenido desde siempre una fuerte expresión espiritual y religiosa. Aun en ausencia de documentación o hallazgo arqueológico que lo respalde, se estima que la antigüedad del culto en ese lugar es anterior a la Edad Media y está ligada con la entrada del cristianismo en esas tierras. 
El santuario de los Santos Antonios Abad y de Padua fue construido sobre un primitivo y simple eremitorio dedicado a San Antón, del que se tienen referencias escritas hacia 1212 al señalarse por la infanta doña Urraca las limosnas para dicho eremitorio. También hay más referencias del año 1567 (uno de los rectores del santuario, Benito de Vizcarra, dice poder fijar el origen del santuario entre los siglos VIII y IX a partir de los legados aparecidos en un documento del testamento de la Merindad de Durango del siglo XIII) y en el siglo XVII. Del edificio original se sabe que su altar miraba a oriente y se ubicaba en la entrada del actual templo y que tenía un campanario y pórtico. Desde el siglo XIII el santuario está dedicado a los dos Santos Antonios.
En 1308 consta como protector del santuario Juan Alonso de Múxica. En 1567 el conjunto se compone ya, aparte de la ermita, de una casa y un hospital y precisaba de una renta de 61 ducados para sus gastos de sostenimiento.
En 1625 se comienza a construir una iglesia que sustituye a la ermita y se dedica también a san Antonio de Padua. Las obras se encargan a Antonio López de Traña con el que trabajan, en cantería, Martín de Arriluceaga y en la carpintería Baptista de Orbea.
En junio de 1646 se inauguró la nueva iglesia que tenía planta en cruz latina de una sola nave y cúpula. Esta iglesia permaneció abierta al culto durante 15 años. En 1553 se construye el claustro, que se llamó claustro de los peregrinos y se amplían el coro y la sacristía. Estas obras las realizaron el cantero Francisco de Elejalde y los carpinteros Asensio de Ojanguren y Cristóbal de Eguizabal. Mientras que la sacristía y el coro se hicieron en los años 1662 y 1666, respectivamente. Poco después se construye el retablo a cargo de los arquitectos Juan de Bolialdea, Domingo de Ascorbe y Joanes de Iturriza, que lo acaba.
En 1756, con la aprobación del Cabildo y el Patrón de Abadiano se erige parroquia, desligándose de la parroquia de San Torcuato, matriz de Abadiano.
Al lado del templo se había construido un hospital para dar servicio a los numerosos viajeros que circulaban por esta importante ruta, el cual tenía una cárcel y un nevero interior. Frente a él se construye en 1772 la casa rectoral. En 1831 se inauguran cuatro altares laterales.
Durante la crisis social del siglo XIX se cerró el templo al culto y se trasladaron las imágenes de los santos a la iglesia parroquial de Abadiano, donde permanecieron cuatro años. Una vez superada esa crisis, se vuelve al culto y se plantean varias reformas en el templo. La más relevante, y que perdura hasta la actualidad, es la construcción de un campanario en 1870. Esta torre, de estilo neoclásico, fue obra del maestro de obras durangués Pedro José Astarbe.
Unos años más tarde se ubica en Vitoria la capitalidad diocesana para todo el País Vasco. Los responsables diocesanos deciden la construcción de un gran templo acorde a la importancia espiritual del lugar. Se encarga del proyecto el arquitecto José María de Basterra, que comienza en 1898 los estudios y el diseño del mismo. Se trataba de un gran templo en estilo neomedieval, como la catedral nueva de Vitoria, con una longitud de 60m y una anchura de 30. Constaba de tres naves muy dispares entre sí. La nave central ancha y alta, las laterales reducidas a meros pasillos de tránsito. La cabecera era rectangular y apaisada y el pórtico de entrada estaría flanqueado por dos grandes torres de 40 metros. Se accedía al templo mediante una gran escalinata.  
El 13 de junio de 1899, fiesta de San Antonio Abad, se pone la primera piedra de lo que iba a ser la nueva edificación. Las obras se hacen de tal modo que se mantiene el edificio anterior en uso. Ese mismo año se quema el hospital.
En 1915 se inaugura la primera parte y en 1928 la segunda, quedando paradas las obras por su gran coste. Es entonces cuando se tira el templo anterior pero se mantiene la torre que se había construido en 1870. Las obras no prosiguen, quedando construida únicamente la cabecera de la basílica y el primer tramo de las naves, así como un segundo tramo de las naves laterales y marcados los cimientos del resto de la edificación. En 1918 la Junta de obras anuncia la falta de recursos económicos para proseguir la obra ese verano. Se localiza un lugar cercano para la extracción de la piedra arenisca necesaria para la construcción, en Urkiolagirre, también conocido como Koroso mendi, que se situaba a 150 metros de la cumbre dentro del  término municipal de Abadiano que autoriza su explotación por un pago anual de 10 pesetas  y el compromiso de pedir permiso para ello cada vez que se precise. Las piezas de piedra eran trasladas a las inmediaciones de la obra dos veces al día, donde se procedía a su labranza.
El 27 de agosto de 1933, el obispo Mateo Mújica consagra el templo que, habiendo cerrado con un muro la nave central y poniendo sendas puertas en los laterales, se abre al culto.
El 1 de mayo de 1970 se encarga a Misiones Diocesanas Vascas la atención del santuario. Los nuevos responsables deciden no finalizar el edificio debido a su alto costo y a que, con el espacio disponible, hay suficiente para la celebración de la liturgia.
En cualquier caso, se efectúan reformas destinadas a rematar de forma más definitiva la inacabada obra. Se decora el exterior de la pared que cierra la nave central y se adorna el interior con mosaicos (en 1993 se inaugura el mosaico de la capilla del Santísimo y, en 1997, el del Altar Mayor) y vidrieras. En 1991 se construye la gran escalinata de acceso y en 2006 se inaugura una nueva hospedería y un ecomuseo.

## Leyenda

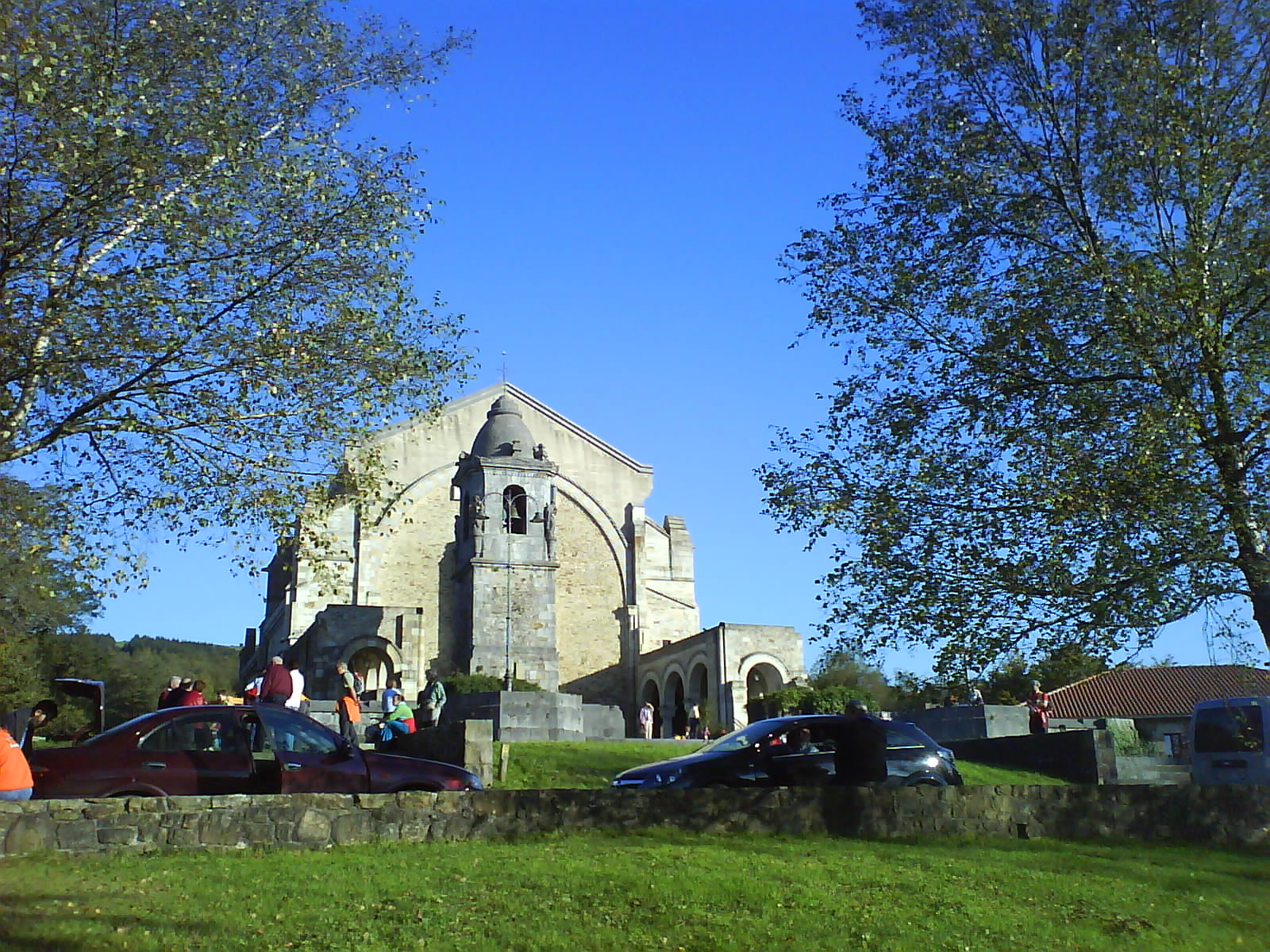
Santuario de los Santos Antonios de Urkiola.

La tradición dice que San Antonio de Padua llegó y durmió en el hospital de peregrinos, celebrando misa en la entonces ermita de San Antón.

## Ritos en el santuario
Se tiene la costumbre de regalar al santuario diferentes bienes. Estos regalos se hacen tanto por parte de los pueblos como de los caseros y pastores. Normalmente se donan novillos que se venden en subasta.
En la bendición de los niños las madres ofrecen a San Antonio sus hijos menores de un año después de pasar la noche en el santuario. Para ello el niño es pesado en la balanza denominada peso leal y se realiza una ofrenda igual al peso del chaval. La ofenda suele ser trigo, aceite o cera.
A la roca que hay a la entrada del templo se le atribuyen ciertas virtudes que permiten, al que de varias vueltas a su alrededor, encontrar pareja (dicen que si se dan en sentido contrario, se pide que se pierda la pareja). Para este mismo fin también se deja limosna, papeles con notas, alfileres de colores, etc.
La roca, que se define como "un conglomerado de piedras y piedrecitas y cantos y fósiles de innumerables clases que en forma tan particular se han mezclado y juntado con cemento no artificial", fue colocada en la plazuela donde se ubica el 29 de noviembre de 1929 por orden del entonces rector del santuario, Benito de Vizcarra. Vizcarra encontró la piedra en un monte próximo y, dada su extrañeza, la trasladó a un lugar de fácil acceso.
La tradición de dar vueltas alrededor de esta piedra para encontrar novio está ligada a una anterior tradición de clavar alfileres en un lienzo que se hallaba en la sacristía. Para encontrar novio, se clavaban alfileres de cabeza blanca si se quería que el hombre fuera rubio y de cabeza negra si debía ser moreno. La tradición de subir a Urquiola a pedir un novio o novia ha dado lugar a las siguientes coplas: 

Neska-zarrak joaten dira

Urkiolara,

Urkiolara,

Urkiolara,

Santuari eskatzera senar on bana

senar on bana, konbeni bada.

Santuak esaten die, buruakin ez,

buruakin ez,

buruakin ez,

Zergaitik lehenago akordatu ez

akordatu ez, orain batere ez.
Las solteronas van

a Urquiola,

a Urquiola,

a Urquiola,

A pedir al santo un buen marido

un buen marido, que les convenga,

El santo les dice, con la cabeza que no

con la cabeza que no,

con la cabeza que no,

Por qué no se han acordado antes

no se han acordado, ahora nada.
Copla de Urquiola

## Fiestas y fechas señaladas
Se celebran dos fiestas en Urkiola, una la de San Antonio Abad y otra la de San Antonio de Padua.
- San Antonio Abad: el 17 de enero se celebra la fiesta de san Antonio Abad o San Antón. Dedicada a los animales domésticos, a los cuales se les da "fiesta" y se realizan diferentes ritos para que no caigan enfermos. Este santo es el protector de los animales. Esta fiesta se repite el domingo siguiente.

Se les hace pasar por encima del fuego de un leño, se les bendice, incluso sale el sacristán a recorrer los pueblos y caseríos cercanos con este fin y se bendice pan en las misas que luego se da, mojado en el agua del propio santuario, a comer a los animales.
- San Antonio de Padua: se celebra el 13 de junio y el domingo siguiente. Este santo es al que se le encomienda la búsqueda de objetos perdidos y de pareja. Se celebra romería, a la que se solía acudir andando, y feria ganadera y agrícola. Es el protector de los pobres y los necesitados.
- San José, el 19 de marzo se celebra el patrón de las Misiones Diocesanas que es la institución que está a cargo del santuario.
- Bendición de los niños: se celebra el segundo domingo de julio.
- Día de los casados o de la familia: se celebra el tercer domingo de julio, donde se realiza la petición de mano girando alrededor de la piedra que está a la entrada del santuario.
- Día de acción de gracias o Urrixena: es la acción de gracias por la fecundidad del campo y se celebra el segundo domingo de octubre.
- El 13 de enero de 1924, se agregó al santuario la basílica romana de San Juan de Letrán, que es la catedral del obispo de Roma, del Papa. Los visitantes al santuario de Urkiola tienen las mismas prerrogativas que los que visitan dicho templo romano.
- El 13 de junio de 1854, el músico y compositor José María Iparraguirre interpretó por primera vez en el País Vasco su conocida obra Gernikako arbola en la entrada de la iglesia de Urkiola.

## Las otras piezas del conjunto

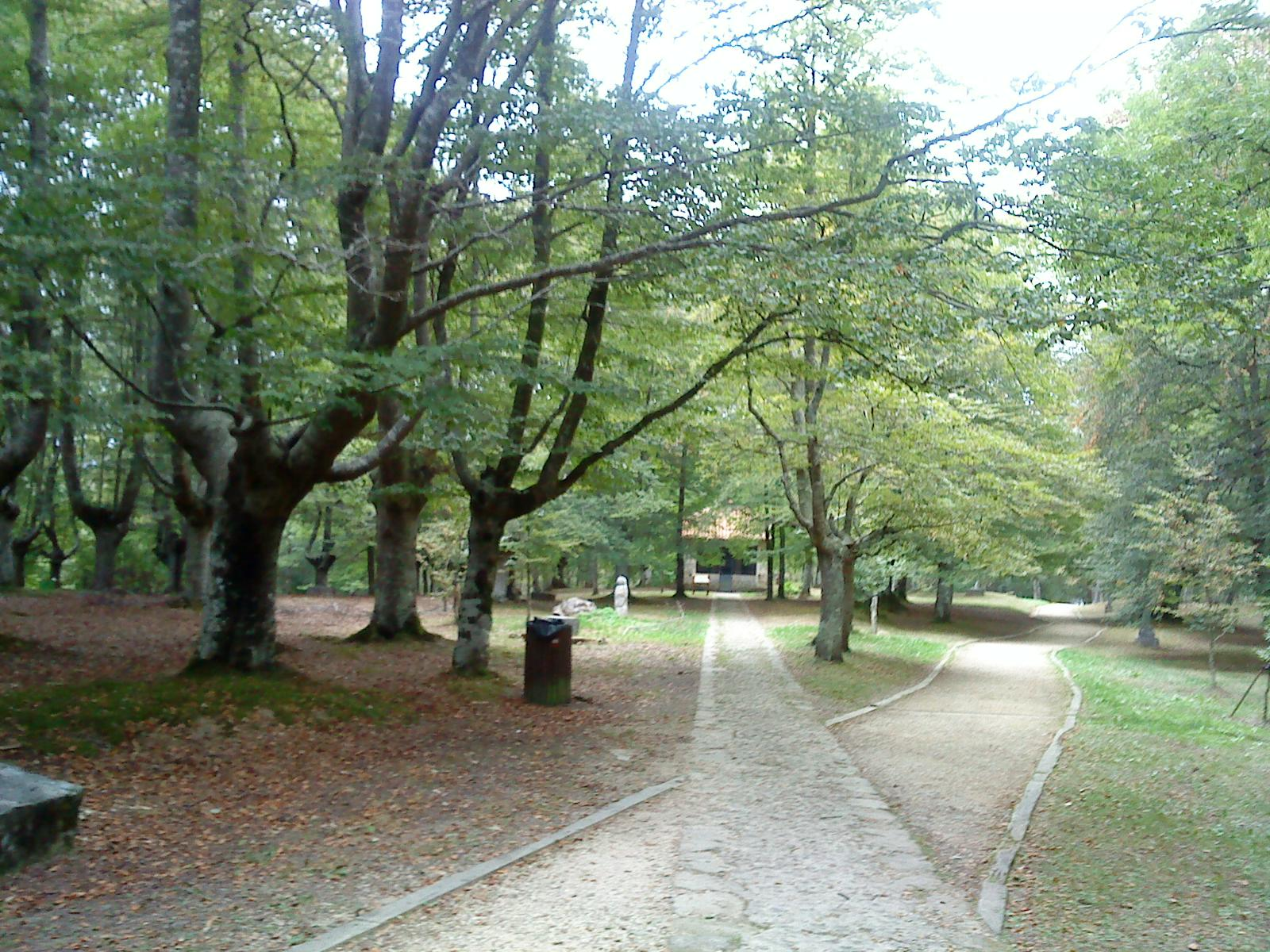
Paseo del Viacrucis con la ermita del Santo Cristo al fondo.

Conforman el conjunto del santuario de Urkiola, junto con el propio santuario, dos ermitas y un vía crucis. Las ermitas, equidistantes del santuario y unidas por una calzada que coincide con el antiguo Camino Real, son:
- Nuestra señora de los Remedios y Santa Apolonia, popularmente llamada Santutxu, ermita de término o humilladero situada en el Camino Real. Se ubica sobre un manantial que se abre en una gran fuente con lavadero. Se le dan propiedades curativas a las aguas de esta fuente, y por ser Apolonia patrona de los dentistas, se cree que las aguas son buenas para la dentadura y dolores de muelas. En la parte inferior hay restos de otra ermita de, por lo menos, el siglo XVI. Para que la cura de aguas tenga efecto, dicen que hay que hacer el siguiente ritual

Es tradición que los que padecen dolor de muelas deben tomar agua de esta fuente en la boca, dar tres o siete vueltas alrededor de la ermita y luego arrojar el líquido en su interior invocando a la Santa. Para que surtiera efecto se debía rezar antes de este rito un credo y otro al finalizar.

- Santo Cristo o de  La Vera Cruz, igual que la anterior, es un humilladero al borde del antiguo Camino Real. La tradición cuenta que aquí se descalzaban los peregrinos antes de llegar al santuario. Fue construida en 1663.
- Vía crucis y calvario, construido en 1943 por encargo póstumo de un fiel, es un vía crucis doble, el camino de ida es diferente al de vuelta, que conduce a un calvario enclavado en un balcón natural que se abre sobre el desfiladero de Atxarte y el Duranguesado.